# Kristallmoschee

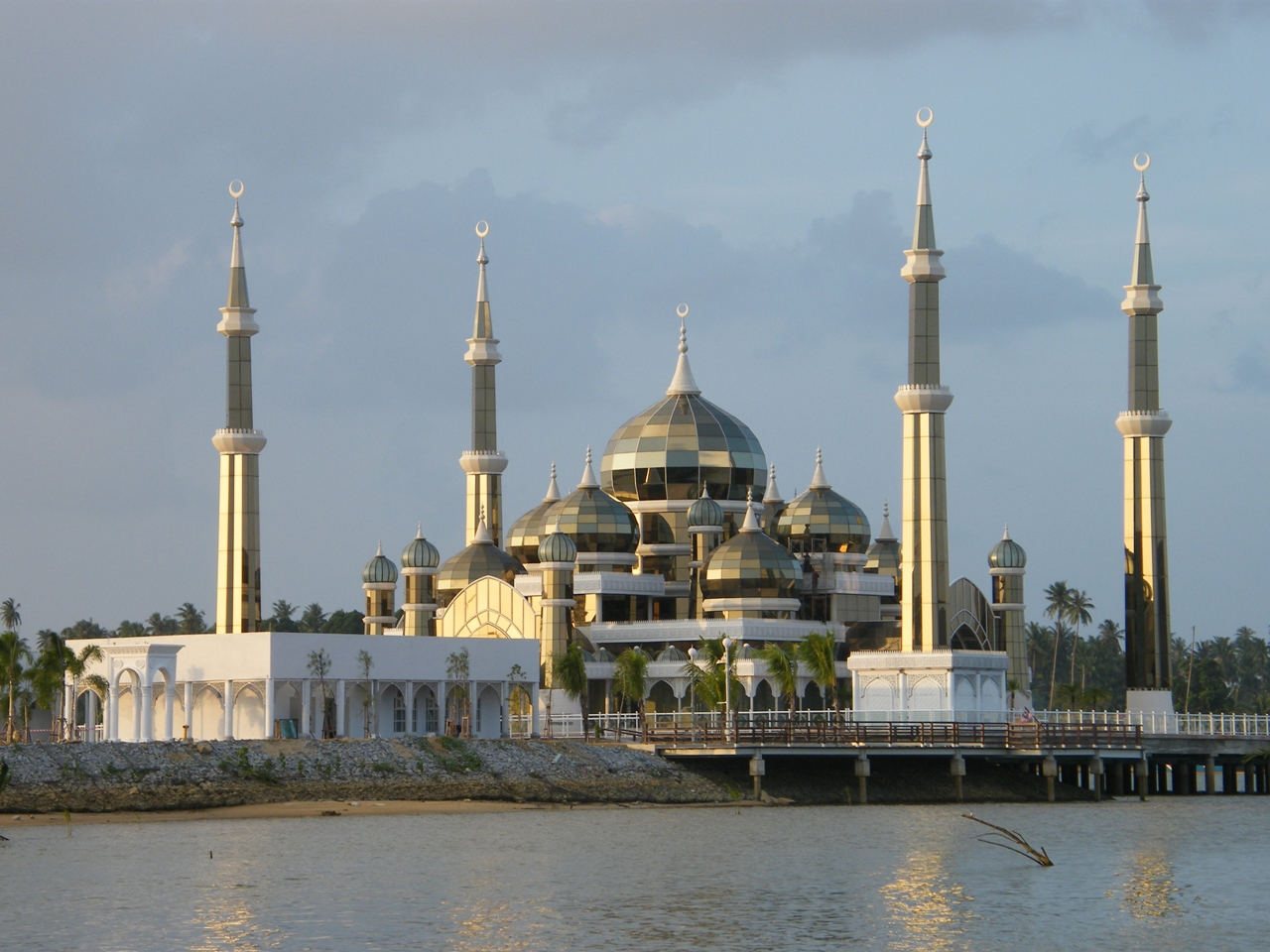
Kristallmoschee

Die Kristallmoschee (malaiisch: Masjid Kristal) ist eine Moschee in Kuala Terengganu, Terengganu, Malaysia.
Die Moschee wurde zwischen 2006 und 2008 mit vier Minaretten erbaut und fasst 700 Gläubige. Offiziell eröffnet wurde sie am 8. Februar 2008 vom 13. Yang di-Pertuan Agong, Sultan Mizan Zainal Abidin von Terengganu. 

## Park des islamischen Erbes
Die Kristallmoschee ist die Attraktion im „Islamic Heritage Park“ (malaiisch: Taman Tamadun Islam), der sich auf der Insel Wan Man befindet.
In dem Park stehen viele Nachbildungen weltberühmter Moscheen im Maßstab 1:8:
1. Masjid Abu Nasr Pasra, Afghanistan
2. Prophetenmoschee, Medina, Saudi-Arabien
3. al-Harām-Moschee, Mekka, Saudi-Arabien
4. Omar-Ali-Saifuddin-Moschee, Bandar Seri Begawan, Brunei
5. Moschee zu Xi’an, Xi’an, China
6. Taj Mahal, Agra, Indien
7. Masjid Menara Kudus, Kudus, Indonesien
8. Masjid Sheikh Lutfalla, Iran
9. Moschee von Samarra, Samarra, Irak
10. Masjid Negara, Kuala Lumpur, Malaysia
11. Masjid Mohamed Ali, Gizeh, Ägypten
12. Große Moschee von Agadez, Niger
13. Badshahi-Moschee, Lahore, Pakistan
14. Felsendom, Jerusalem
15. Kul-Scharif-Moschee, Kasan, Tatarstan
16. Alhambra, Granada, Spanien
17. Zitadelle von Aleppo, Aleppo, Syrien
18. Pattani-Moschee, Pattani (Provinz), Thailand
19. Hauptmoschee von Qairawān, Qairawān, Tunesien
20. Süleymaniye-Moschee, Istanbul, Türkei
21. Kalyan-Minarett, Buchara, Usbekistan